# Jelena Dokić
Pour les articles homonymes, voir Dokić.
Jelena Dokić (en alphabet cyrillique serbe : Јелена Докић ; en alphabet latin serbe : Jelena Dokić), née le 12 avril 1983 à Osijek (Yougoslavie, actuelle Croatie), est une joueuse de tennis australienne, professionnelle de 1998 à 2014. Elle a remporté dix tournois, dont quatre en double, sur le circuit WTA à ce jour. Elle a d'abord représenté l'Australie (1998-2001), puis la Yougoslavie (2001-2003) et la Serbie-et-Monténégro (2003-2005), avant de jouer à nouveau pour l'Australie.

## Biographie
Jelena Dokić, née de parents serbes, arrive en Australie en 1994 à l'âge de onze ans, fuyant avec sa famille la Croatie et le conflit dans les Balkans. Installée à Sydney, elle y développe son tennis et se révèle de manière précoce au plus haut niveau : en 1998, elle devient championne du monde junior en simple filles, remportant notamment l'Open d'Australie de la catégorie.
À seize ans, elle est déjà 43e joueuse mondiale. Elle atteint le meilleur classement de sa carrière, numéro quatre mondiale, en août 2002. Elle quitte pourtant l'Australie en 2001, déclarant que le tirage des rencontres de l'Open d'Australie a été « monté contre elle », et jure de ne plus jamais jouer pour ce pays.
Jelena Dokić emménage alors à Belgrade et prend la nationalité serbo-monténégrine, tout en gardant la citoyenneté australienne : « Je n'avais aucun contrôle sur ce qui se passait avant. Je ne prenais pas les décisions. » s'excusera plus tard Dokić, rejetant la faute sur son père et entraîneur, Damir. Après quatre années passées à Belgrade et plusieurs mois dans le top dix, elle redescend au 349e rang mondial, expliquant que « [s]on père et [elle] ne sont pas sur la même longueur d'onde. Je ne suis plus capable de vivre ou de travailler avec lui[réf. nécessaire]. »
Jelena Dokić annonce finalement qu'elle souhaite retourner en Australie et rejouer pour ce pays, déclarant alors au Daily Telegraph : « Je suis Australienne. Je me sens Australienne et je veux jouer à nouveau pour l'Australie[réf. nécessaire] ». La joueuse avoue qu'elle voulait « revenir avant », mais qu'elle avait eu « un peu peur » de l'accueil qui lui serait fait[réf. nécessaire].

## Carrière tennistique

### 2005 - 2008

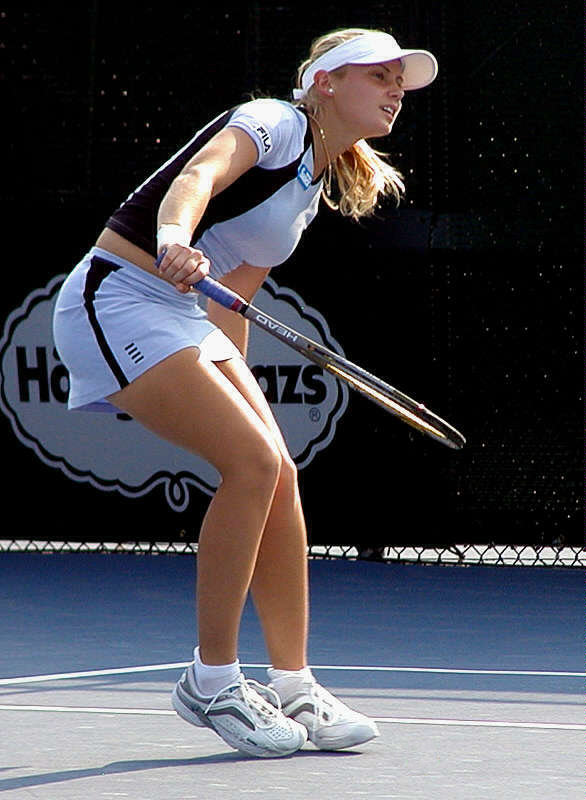
Jelena Dokić au tournoi de tennis du Canada (WTA 2002)

En décembre 2005, Jelena Dokić retrouve l'Australie après quatre années d'exil. Bénéficiant d'une invitation pour l'Open d'Australie en janvier 2006, elle s'incline dès le premier tour face à la française Virginie Razzano. Depuis, elle joue des tournois ITF pour augmenter son capital confiance. Début novembre 2006 elle pointe au 617e rang, mais ce comeback est finalement bref et ne porte pas de fruit. Des rumeurs circuleront par la suite : Jelena aurait été enlevée selon son père, mais la joueuse de tennis les démentira dans le Sportski žurnal, Dokić précisant également qu'elle ne parle plus à son père depuis trois ans. Début 2008, elle fait un nouveau retour sous le drapeau australien. Bénéficiant d'un laissez-passer pour les qualifications du tournoi de Hobart, elle atteint le 2e tour du tableau principal, battant au passage Yvonne Meusburger, Martina Müller et Yaroslava Shvedova, toutes des joueuses du top 100. Par la suite, elle jouera les qualifications des Internationaux d'Australie et n'atteindra pas le tableau principal. Encore une fois, Dokić fait faux bond à ses fans et ne rejoue pas pendant les 4 mois suivants. Vers la fin avril 2008, des articles provenant de journaux serbes mentionnent un (autre) éventuel comeback de la part de Jelena Dokić qui serait maintenant réconciliée avec son père. Jelena mentionne alors qu'elle n'a pas joué durant les 4 derniers mois en raison d'un manque d'argent. Tout cela se confirme lorsqu'elle reçoit officiellement un laissez-passer pour les qualifications du tournoi Tier IV de Fes. Elle atteint le tableau principal, mais s'incline devant Gréta Arn dès le premier tour. La semaine suivante, elle remporte le premier titre ITF de sa carrière : Florence, 25K. Elle poursuivra sur sa lancée la semaine d'après et allongera sa séquence de victoires à 12 en remportant le tournoi ITF 25K de Caserta en Italie. Par la suite, les organisateurs du tournoi WTA de Strasbourg lui offriront une WC pour le tableau principal des Internationaux de Strasbourg.

### 2009

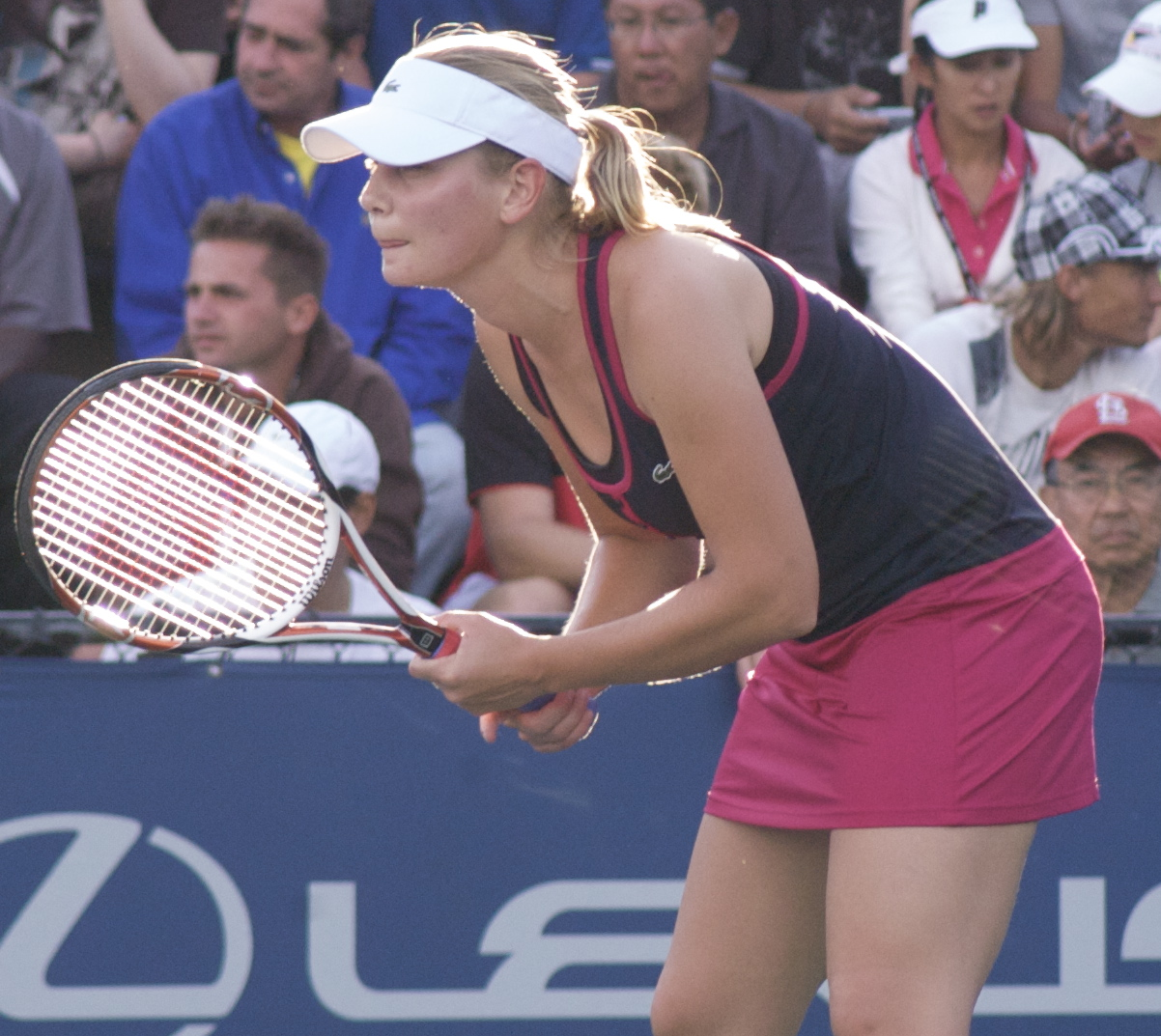
Jelena Dokić à l'US Open 2009

En 2009, Jelena a obtenu, grâce à sa victoire au tournoi interne de la fédération australienne, une wild card pour le tableau principal de l'Open d'Australie. Classée 187e au classement mondial au début du tournoi, Jelena Dokic y effectue un retour au plus haut niveau en se qualifiant pour les quarts de finale. Elle y passe le premier tour face à l'Autrichienne Tamira Paszek. Cette victoire est sa première en Grand Chelem depuis l'US Open 2003 et cela faisait 10 ans qu'elle n'avait pas remporté de match à l'Open d'Australie. Avec une confiance retrouvée, elle affronte au deuxième tour la tête de série no 17, Anna Chakvetadze, qu'elle bat en 3 sets (6-4, 64-7, 6-3). Émue de cette victoire, et par l'ovation du public, elle s'effondre en larmes sur sa chaise à la fin du match. Aux tours suivants, encore et toujours portée par le public australien, elle continue sur sa lancée en affrontant la tête de série no 11 du tournoi, la jeune Danoise Caroline Wozniacki, qu'elle élimine en 3 sets (3-6, 6-1, 6-2), puis la Russe Alisa Kleybanova (tête de série no 29) en trois manches acharnées (7-5, 5-7, 8-6), malgré s'être tordu la cheville à la fin du 3e set. En quart de finale, elle livre à nouveau un combat acharné, mais malgré cela, elle s'incline face à la future finaliste et numéro 2 mondiale à l'issue du tournoi : Dinara Safina. Elle est éliminée en 3 sets (6-4, 4-6, 6-4), mais a frôlé l'exploit. Ainsi, elle réalise une excellente performance à l'Open d'Australie, et passe de la 187e place mondiale à la 91e, gagnant 96 places en un seul tournoi.
Récompensée pour sa formidable performance à l'Australian Open, et désormais 80e au classement WTA, elle reçoit une wild card pour le tournoi d'Indian Wells, où elle est battue par l'Américaine Jill Craybas au premier tour.
Mais les vieux démons resurgissent dès Roland-Garros, où elle surclasse Elena Dementieva avant de se bloquer le dos, puis à Wimbledon, où elle est prise de vertiges à la suite d'une mononucléose et s'incline face à Tatjana Malek.

## Palmarès

### Titres en simple dames
| No | Date       | Nom et lieu du tournoi           | Catégorie | Dotation    | Surface         | Finaliste         | Score          |          |
| -- | ---------- | -------------------------------- | --------- | ----------- | --------------- | ----------------- | -------------- | -------- |
| 1  | 14/05/2001 | Italian Open, Rome               | Tier I    | 1 200 000 $ | Terre (ext.)    | Amélie Mauresmo   | 7-63, 6-1      | Parcours |
| 2  | 17/09/2001 | Toyota Princess Cup, Tokyo       | Tier II   | 565 000 $   | Dur (ext.)      | Arantxa Sánchez   | 6-4, 6-2       | Parcours |
| 3  | 01/10/2001 | Kremlin Cup, Moscou              | Tier I    | 1 185 000 $ | Moquette (int.) | Elena Dementieva  | 6-3, 6-3       | Parcours |
| 4  | 01/04/2002 | Sarasota Open, Sarasota          | Tier IV   | 140 000 $   | Terre (ext.)    | Tatiana Panova    | 6-2, 6-2       | Parcours |
| 5  | 10/06/2002 | DFS Classic, Birmingham          | Tier III  | 170 000 $   | Gazon (ext.)    | Anastasia Myskina | 6-2, 6-3       | Parcours |
| 6  | 28/02/2011 | BMW Malaysian Open, Kuala Lumpur | Intern'l  | 220 000 $   | Dur (ext.)      | Lucie Šafářová    | 2-6, 7-69, 6-4 | Parcours |

### Finales en simple dames
| No | Date       | Nom et lieu du tournoi                   | Catégorie | Dotation    | Surface         | Vainqueure        | Score          |          |
| -- | ---------- | ---------------------------------------- | --------- | ----------- | --------------- | ----------------- | -------------- | -------- |
| 1  | 10/09/2001 | Brasil Open, Bahia                       | Tier II   | 625 000 $   | Dur (ext.)      | Monica Seles      | 6-3, 6-3       | Parcours |
| 2  | 15/10/2001 | Swisscom Challenge, Zurich               | Tier I    | 1 185 000 $ | Dur (int.)      | Lindsay Davenport | 6-3, 6-1       | Parcours |
| 3  | 22/10/2001 | Generali Ladies, Linz                    | Tier II   | 565 000 $   | Moquette (int.) | Lindsay Davenport | 6-4, 6-1       | Parcours |
| 4  | 04/02/2002 | Open Gaz de France, Paris                | Tier II   | 585 000 $   | Moquette (int.) | Venus Williams    | Forfait        | Parcours |
| 5  | 20/05/2002 | Internationaux de Strasbourg, Strasbourg | Tier III  | 170 000 $   | Terre (ext.)    | Silvia Farina     | 6-4, 3-6, 6-3  | Parcours |
| 6  | 29/07/2002 | Acura Classic, San Diego                 | Tier II   | 775 000 $   | Dur (ext.)      | Venus Williams    | 6-2, 6-2       | Parcours |
| 7  | 13/10/2003 | Swisscom Challenge, Zurich               | Tier I    | 1 300 000 $ | Dur (int.)      | Justine Henin     | 6-0, 6-4       | Parcours |
| 8  | 13/06/2011 | Unicef Open, Bois-le-Duc                 | Intern'l  | 220 000 $   | Gazon (ext.)    | Roberta Vinci     | 6-77, 6-3, 7-5 | Parcours |

### Titres en double dames
| No | Date       | Nom et lieu du tournoi          | Catégorie | Dotation  | Surface         | Partenaire        | Finalistes                     | Score          |          |
| -- | ---------- | ------------------------------- | --------- | --------- | --------------- | ----------------- | ------------------------------ | -------------- | -------- |
| 1  | 22/10/2001 | Generali Ladies Linz            | Tier II   | 565 000 $ | Moquette (int.) | Nadia Petrova     | Els Callens Chanda Rubin       | 6-1, 6-4       | Parcours |
| 2  | 01/04/2002 | Sarasota Open Sarasota          | Tier IV   | 140 000 $ | Terre (ext.)    | Elena Likhovtseva | Els Callens Conchita Martínez  | 6-75, 6-3, 6-3 | Parcours |
| 3  | 05/08/2002 | JPMorgan Chase Open Los Angeles | Tier II   | 585 000 $ | Dur (ext.)      | Kim Clijsters     | Daniela Hantuchová Ai Sugiyama | 6-3, 6-3       | Parcours |
| 4  | 21/10/2002 | Generali Ladies Linz            | Tier II   | 585 000 $ | Moquette (int.) | Nadia Petrova     | Rika Fujiwara Ai Sugiyama      | 6-3, 6-2       | Parcours |

### Finales en double dames
| No | Date       | Nom et lieu du tournoi      | Catégorie | Dotation    | Surface         | Vainqueures                             | Partenaire        | Score          |          |
| -- | ---------- | --------------------------- | --------- | ----------- | --------------- | --------------------------------------- | ----------------- | -------------- | -------- |
| 1  | 20/09/1999 | Toyota Princess Cup Tokyo   | Tier II   | 520 000 $   | Dur (ext.)      | Conchita Martínez Patricia Tarabini     | Amanda Coetzer    | 6-7, 6-4, 6-2  | Parcours |
| 2  | 28/05/2001 | Roland-Garros Paris         | G. Chelem | 3 745 147 $ | Terre (ext.)    | Virginia Ruano Pascual Paola Suárez     | Conchita Martínez | 6-2, 6-1       | Parcours |
| 3  | 20/08/2001 | Pilot Pen Tennis New Haven  | Tier II   | 565 000 $   | Dur (ext.)      | Cara Black Elena Likhovtseva            | Nadia Petrova     | 6-0, 3-6, 6-2  | Parcours |
| 4  | 30/09/2002 | Kremlin Cup Moscou          | Tier I    | 1 224 000 $ | Moquette (int.) | Elena Dementieva Janette Husárová       | Nadia Petrova     | 2-6, 6-3, 7-67 | Parcours |
| 5  | 14/10/2002 | Swisscom Challenge Zurich   | Tier I    | 1 224 000 $ | Dur (int.)      | Elena Bovina Justine Henin              | Nadia Petrova     | 6-2, 7-62      | Parcours |
| 6  | 12/05/2003 | Telecom Italia Masters Rome | Tier I    | 1 300 000 $ | Terre (ext.)    | Svetlana Kuznetsova Martina Navrátilová | Nadia Petrova     | 6-4, 5-7, 6-2  | Parcours |

### Titre en double mixte
| No | Date       | Nom et lieu du tournoi      | Catégorie | Dotation    | Surface    | Partenaire         | Finalistes                  | Score        |          |
| -- | ---------- | --------------------------- | --------- | ----------- | ---------- | ------------------ | --------------------------- | ------------ | -------- |
| 1  | 02/01/1999 | Hyundai Hopman Cup XI Perth | ITF       | 900 000 AU$ | Dur (int.) | Mark Philippoussis | Åsa Svensson Jonas Björkman | 2 matchs à 1 | Parcours |

## Parcours en Grand Chelem

### En simple dames
| Année | Open d'Australie                                       | Open d'Australie  | Internationaux de France | Internationaux de France | Wimbledon                                              | Wimbledon                                       | US Open         | US Open          |
| ----- | ------------------------------------------------------ | ----------------- | ------------------------ | ------------------------ | ------------------------------------------------------ | ----------------------------------------------- | --------------- | ---------------- |
| 1999  | 3e tour (1/16)                                         | Martina Hingis    | 1er tour (1/64)          | Emmanuelle Curutchet     | 1/4 de finale                                          | Alexandra Stevenson                             | 1er tour (1/64) | Arantxa Sánchez  |
| 2000  | 1er tour (1/64)                                        | Rita Kuti-Kis     | 2e tour (1/32)           | Květa Hrdličková         | 1/2 finale                                             | Lindsay Davenport                               | 4e tour (1/8)   | Serena Williams  |
| 2001  | 1er tour (1/64)                                        | Lindsay Davenport | 3e tour (1/16)           | Petra Mandula            | 4e tour (1/8)                                          | Lindsay Davenport                               | 4e tour (1/8)   | Martina Hingis   |
| 2002  | -                                                      | -                 | 1/4 de finale            | Jennifer Capriati        | 4e tour (1/8)                                          | Daniela Hantuchová                              | 2e tour (1/32)  | Elena Bovina     |
| 2003  | -                                                      | -                 | 2e tour (1/32)           | Tina Pisnik              | 3e tour (1/16)                                         | Maria Sharapova                                 | 2e tour (1/32)  | Mary Pierce      |
| 2004  | -                                                      | -                 | 1er tour (1/64)          | Tatiana Perebiynis       | 1er tour (1/64)                                        | Gisela Dulko                                    | 1er tour (1/64) | Nathalie Dechy   |
| 2006  | 1er tour (1/64)                                        | Virginie Razzano  | -                        | -                        | Q1 \|\| style="text-align:left" \| Alexandra Stevenson | -                                               | -               |                  |
|       |                                                        |                   |                          |                          |                                                        |                                                 |                 |                  |
| 2008  | Q2 \|\| style="text-align:left" \| Tamarine Tanasugarn | —                 | —                        | —                        | —                                                      | —                                               | —               |                  |
| 2009  | 1/4 de finale                                          | Dinara Safina     | 2e tour (1/32)           | Elena Dementieva         | 1er tour (1/64)                                        | Tatjana Malek                                   | 1er tour (1/64) | Kirsten Flipkens |
| 2010  | 1er tour (1/64)                                        | Alisa Kleybanova  | 1er tour (1/64)          | Lucie Šafářová           | Q2 \|\| style="text-align:left" \| Julie Ditty         | Q1 \|\| style="text-align:left" \| Laura Robson |                 |                  |
| 2011  | 2e tour (1/32)                                         | Barbora Strýcová  | 1er tour (1/64)          | Vera Dushevina           | 1er tour (1/64)                                        | Francesca Schiavone                             | 2e tour (1/32)  | Jelena Janković  |
| 2012  | 2e tour (1/32)                                         | Marion Bartoli    | -                        | -                        | -                                                      | -                                               | -               | -                |

À droite du résultat, l’ultime adversaire.

### En double dames
| Année | Open d'Australie              | Open d'Australie             | Internationaux de France      | Internationaux de France  | Wimbledon                     | Wimbledon                 | US Open                      | US Open                    |
| ----- | ----------------------------- | ---------------------------- | ----------------------------- | ------------------------- | ----------------------------- | ------------------------- | ---------------------------- | -------------------------- |
| 1999  | 3e tour (1/8) Åsa Svensson    | Yayuk Basuki A. Mauresmo     | -                             | -                         | 3e tour (1/8) Tina Pisnik     | MJ Fernández Monica Seles | 1er tour (1/32) Tina Pisnik  | Nicole Arendt M. Bollegraf |
| 2000  | 3e tour (1/8) J. Capriati     | Els Callens D. Monami        | 3e tour (1/8) J. Capriati     | M. Hingis Mary Pierce     | 3e tour (1/8) J. Capriati     | Julie Halard Ai Sugiyama  | 2e tour (1/16) A. Hopmans    | A. Fusai N. Tauziat        |
| 2001  | 2e tour (1/16) J. Capriati    | M. Hingis Monica Seles       | Finale C. Martínez            | V. Ruano Paola Suárez     | 3e tour (1/8) C. Martínez     | Kim Clijsters Ai Sugiyama | 2e tour (1/16) Nadia Petrova | Tina Križan K. Srebotnik   |
| 2003  | -                             | -                            | 3e tour (1/8) Nadia Petrova   | J. Husárová B. Schett     | 2e tour (1/16) Nadia Petrova  | María Vento A. Widjaja    | 1er tour (1/32) C. Morariu   | Kim Clijsters Ai Sugiyama  |
| 2009  | -                             | -                            | 2e tour (1/16) A. Kleybanova  | Cara Black Liezel Huber   | -                             | -                         | -                            | -                          |
| 2010  | 1er tour (1/32) Petra Kvitová | N. Llagostera M. J. Martínez | -                             | -                         | -                             | -                         | -                            | -                          |
| 2011  | 1er tour (1/32) Sally Peers   | T. Bacsinszky T. Garbin      | 1er tour (1/32) Melanie Oudin | A. Dulgheru M. Rybáriková | 1er tour (1/32) B. Jovanovski | Liezel Huber Lisa Raymond | 1er tour (1/32) V. Razzano   | J. Gajdošová B. Mattek     |
| 2012  | 1er tour (1/32) K. Bondarenko | A. Klepač A. Rosolska        | -                             | -                         | -                             | -                         | -                            | -                          |
| 2014  | 1er tour (1/32) Storm Sanders | M. Rybáriková S. Vögele      | -                             | -                         | -                             | -                         | -                            | -                          |

Sous le résultat, la partenaire ; à droite, l’ultime équipe adverse.

### En double mixte
| Année | Open d'Australie             | Open d'Australie               | Internationaux de France    | Internationaux de France   | Wimbledon                   | Wimbledon                  | US Open                     | US Open                |
| ----- | ---------------------------- | ------------------------------ | --------------------------- | -------------------------- | --------------------------- | -------------------------- | --------------------------- | ---------------------- |
| 1999  | 1er tour (1/16) M. Tebbutt   | Nicole Pratt Kevin Ullyett     | -                           | -                          | -                           | -                          | -                           | -                      |
| 2000  | 1er tour (1/16) A. Kratzmann | C. Barclay P. Tramacchi        | 2e tour (1/16) S. Humphries | Åsa Svensson Nicklas Kulti | 1er tour (1/32) N. Zimonjić | Åsa Svensson Nicklas Kulti | -                           | -                      |
| 2001  | 1/4 de finale N. Zimonjić    | C. Morariu E. Ferreira         | -                           | -                          | 3e tour (1/8) Jeff Tarango  | Likhovtseva M. Bhupathi    | 1er tour (1/16) M. Bhupathi | Cara Black Wayne Black |
| 2003  | -                            | -                              | -                           | -                          | -                           | -                          | 1er tour (1/16) N. Zimonjić | Nana Miyagi Cyril Suk  |
| 2012  | 1er tour (1/16) Paul Hanley  | A. Hlaváčková A.-U.-H. Qureshi | -                           | -                          | -                           | -                          | -                           | -                      |

Sous le résultat, le partenaire ; à droite, l’ultime équipe adverse.

## Parcours en «Premier Mandatory» et «Premier 5»
Découlant d'une réforme du circuit WTA inaugurée en 2009, les tournois WTA « Premier Mandatory » et « Premier 5 » constituent les catégories d'épreuves les plus prestigieuses, après les quatre levées du Grand Chelem.

### En simple dames
| Année |              | Premier Mandatory            | Premier Mandatory           | Premier Mandatory | Premier Mandatory |       | Premier 5 | Premier 5                   | Premier 5  | Premier 5                     | Premier 5 | Premier 5 | Premier 5 |
| Année | Indian Wells | Miami                        | Madrid                      | Pékin             |                   | Dubaï | Rome      | Canada                      | Cincinnati |                               | Tokyo     |           |           |
| Année | Indian Wells | Miami                        | Madrid                      | Pékin             |                   | Doha  | Rome      | Canada                      | Cincinnati |                               | Wuhan     |           |           |
| Année | Indian Wells | Miami                        | Madrid                      | Pékin             |                   |       | Rome      | Canada                      | Cincinnati |                               |           |           |           |
| 2009  |              | 1er tour (1/64) J. Craybas   | 2e tour (1/32) C. Wozniacki |                   |                   |       |           |                             |            |                               |           |           |           |
| 2010  |              | 1er tour (1/64) V. Dushevina |                             |                   |                   |       |           |                             |            |                               |           |           |           |
| 2011  |              |                              | 1er tour (1/64) D. Safina   |                   |                   |       |           | 1er tour (1/32) F. Pennetta |            | 1er tour (1/32) B. Jovanovski |           |           |           |
| 2012  |              | 1er tour (1/64) G. Dulko     | 1er tour (1/64) E. Makarova |                   |                   |       |           |                             |            |                               |           |           |           |

Sous le résultat, l’ultime adversaire.

## Parcours aux Masters

### En simple dames
| # | Date       | Nom de l'édition                     | ($)       | Surface    | Résultat      | Ultime adversaire | Score     |          |
| - | ---------- | ------------------------------------ | --------- | ---------- | ------------- | ----------------- | --------- | -------- |
| 1 | 29/10/2001 | Sanex Championships Munich           | 3 000 000 | Dur (int.) | 1/4 de finale | Lindsay Davenport | 6-4, 6-2  | Parcours |
| 2 | 04/11/2002 | Home Depot Championships Los Angeles | 3 000 000 | Dur (int.) | 1/4 de finale | Serena Williams   | 7-61, 6-0 | Parcours |

## Parcours aux Jeux olympiques

### En simple dames
| # | Date       | Nom de l'olympiade          | Surface    | Résultat                 | Ultime adversaire | Score    |          |
| - | ---------- | --------------------------- | ---------- | ------------------------ | ----------------- | -------- | -------- |
| 1 | 19/09/2000 | Olympic Tennis Event Sydney | Dur (ext.) | 4e place (petite finale) | Monica Seles      | 6-1, 6-4 | Parcours |

### En double dames
| # | Date       | Nom de l'olympiade          | Surface    | Résultat      | Partenaire    | Ultimes adversaires            | Score          |          |
| - | ---------- | --------------------------- | ---------- | ------------- | ------------- | ------------------------------ | -------------- | -------- |
| 1 | 19/09/2000 | Olympic Tennis Event Sydney | Dur (ext.) | 2e tour (1/8) | Rennae Stubbs | Kristie Boogert Miriam Oremans | 2-6, 7-64, 6-4 | Parcours |

## Parcours en Fed Cup
En Fed Cup, Jelena Dokić a joué pour l'équipe australienne entre 1998 et 2000, puis pour l'équipe serbo-monténégrine en 2004, et à nouveau pour l'équipe australienne à partir de 2009.
| #                                                                       | Date       | Lieu       | Surface         | Gagnante(s)                       | Perdante(s)                   | Score          |          |
|                                                                         |            |            |                 |                                   |                               |                |          |
| 1998 - Barrage (groupe mondial II) - Australie - Argentine - 5 : 0      |            |            |                 |                                   |                               |                |          |
| 1                                                                       | 25/07/1998 | ACT        | Moquette (int.) | Jelena Dokić                      | Mariana Díaz-Oliva            | 6-2, 6-2       | Parcours |
| 1                                                                       | 25/07/1998 | ACT        | Moquette (int.) | Jelena Dokić                      | Laura Montalvo                | 6-3, 6-2       | Parcours |
|                                                                         |            |            |                 |                                   |                               |                |          |
| 1999 - 1/4 de finale (groupe mondial II) - Autriche - Australie - 3 : 2 |            |            |                 |                                   |                               |                |          |
| 2                                                                       | 17/04/1999 | Klagenfurt | Terre (ext.)    | Jelena Dokić                      | Barbara Schett                | 6-3, 5-7, 6-4  | Parcours |
| 2                                                                       | 17/04/1999 | Klagenfurt | Terre (ext.)    | Barbara Schwartz                  | Jelena Dokić                  | 1-6, 6-2, 6-4  | Parcours |
|                                                                         |            |            |                 |                                   |                               |                |          |
| 1999 - Barrage (groupe mondial II) - Argentine - Australie - 0 : 3      |            |            |                 |                                   |                               |                |          |
| 3                                                                       | 21/07/1999 | Amsterdam  | Dur (ext.)      | Jelena Dokić                      | Paola Suárez                  | 6-4, 7-5       | Parcours |
|                                                                         |            |            |                 |                                   |                               |                |          |
| 1999 - Barrage (groupe mondial II) - Australie - Taïwan - 3 : 0         |            |            |                 |                                   |                               |                |          |
| 4                                                                       | 22/07/1999 | Amsterdam  | Dur (ext.)      | Jelena Dokić                      | Wang Shi-Ting                 | 6-4, 6-2       | Parcours |
|                                                                         |            |            |                 |                                   |                               |                |          |
| 1999 - Barrage (groupe mondial II) - Australie - Roumanie - 2 : 1       |            |            |                 |                                   |                               |                |          |
| 5                                                                       | 23/07/1999 | Amsterdam  | Dur (ext.)      | Ruxandra Dragomir                 | Jelena Dokić                  | 6-3, 7-5       | Parcours |
|                                                                         |            |            |                 |                                   |                               |                |          |
| 1999 - Barrage (groupe mondial II) - Pays-Bas - Australie - 0 : 2       |            |            |                 |                                   |                               |                |          |
| 6                                                                       | 24/07/1999 | Amsterdam  | Dur (ext.)      | Jelena Dokić                      | Kristie Boogert               | 7-5, 6-2       | Parcours |
|                                                                         |            |            |                 |                                   |                               |                |          |
| 2000 - Round robin (groupe mondial) - Australie - Belgique - 1 : 2      |            |            |                 |                                   |                               |                |          |
| 7                                                                       | 27/04/2000 | Moscou     | Moquette (int.) | Jelena Dokić                      | Kim Clijsters                 | 7-64, 5-7, 9-7 | Parcours |
|                                                                         |            |            |                 |                                   |                               |                |          |
| 2000 - Round robin (groupe mondial) - Australie - France - 1 : 2        |            |            |                 |                                   |                               |                |          |
| 8                                                                       | 28/04/2000 | Moscou     | Moquette (int.) | Jelena Dokić                      | Sandrine Testud               | 6-74, 7-5, 6-3 | Parcours |
|                                                                         |            |            |                 |                                   |                               |                |          |
| 2000 - Round robin (groupe mondial) - Russie - Australie - 2 : 1        |            |            |                 |                                   |                               |                |          |
| 9                                                                       | 29/04/2000 | Moscou     | Moquette (int.) | Jelena Dokić                      | Anna Kournikova               | 6-73, 7-5, 6-3 | Parcours |
| 9                                                                       | 29/04/2000 | Moscou     | Moquette (int.) | Anna Kournikova Elena Likhovtseva | Jelena Dokić Rennae Stubbs    | 6-3, 4-6, 6-1  | Parcours |
|                                                                         |            |            |                 |                                   |                               |                |          |
| 2009 - Barrage (groupe mondial II) - Australie - Suisse - 3 : 1         |            |            |                 |                                   |                               |                |          |
| 10                                                                      | 25/04/2009 | Mildura    | Herbe (ext.)    | Jelena Dokić                      | Stefanie Vögele               | 7-61, 6-4      | Parcours |
| 10                                                                      | 25/04/2009 | Mildura    | Herbe (ext.)    | Mateja Kraljevic Amra Sadiković   | Jelena Dokić Rennae Stubbs    | Non joué       | Parcours |
|                                                                         |            |            |                 |                                   |                               |                |          |
| 2012 - 1er tour (groupe mondial II) - Suisse - Australie - 1 : 4        |            |            |                 |                                   |                               |                |          |
| 11                                                                      | 04/02/2012 | Fribourg   | Terre (int.)    | Casey Dellacqua Jelena Dokić      | Belinda Bencic Amra Sadiković | 7-5, 6-4       | Parcours |

## Classements WTA en fin de saison

### En simple
| Année | 1998 | 1999 | 2000 | 2001 | 2002 | 2003 | 2004 | 2005 | 2006 | 2007 | 2008 | 2009 | 2010 | 2011 | 2012 |
| Rang  | 341  | 43   | 26   | 8    | 9    | 15   | 125  | 351  | 621  | -    | 178  | 57   | 135  | 66   | 259  |

Source : (en) « Classements de Jelena Dokić », sur le site officiel du WTA Tour

### En double
| Année | 1998 | 1999 | 2000 | 2001 | 2002 | 2003 | 2004 | 2005 | 2006 | 2007 | 2008 | 2009 | 2010 | 2011 | 2012 |
| Rang  | 72   | 72   | 51   | 12   | 14   | 27   | 896  | -    | -    | -    | -    | -    | 506  | 887  | 389  |

Source : (en) « Classements de Jelena Dokić », sur le site officiel du WTA Tour